# 飯田幸雄
飯田 幸雄（いいだ ゆきお、1927年2月20日 - 2014年8月14日）は、日本の実業家。東海テレビ放送社長を務めた。東京都出身。

## 経歴・人物
1950年に慶應義塾大学経済学部卒業。1958年に東海テレビ放送に入社した。
東京支社長、取締役、常務、専務、副社長を経て、1993年に代表取締役副社長に就任し、1997年に社長に就任した。2001年6月から副会長に就任し、2003年6月から相談役に就任した。
2004年11月に旭日中綬章を受章した。
2014年8月14日肝細胞がんのために死去。87歳没。